# Amurru (royaume)

La situation géopolitique du Moyen-Orient au moment des Lettres d'Amarna, avant que l'Amurru ne se range du côté hittite.

L'Amurru et la Syrie à l'époque de la domination hittite.

Pour les articles homonymes, voir Amurru.
L'Amurru est un royaume antique qui s'est développé à partir du XIVe siècle av. J.-C. dans la région du djebel Ansariye, sur le littoral méditerranéen au niveau de la frontière actuelle entre Syrie et Liban. Il était alors situé aux marges de la zone d'influence égyptienne, dans une région également disputée par le royaume du Mitanni puis le royaume des Hittites. Au départ simples chefs guerriers, les maîtres de l'Amurru surent jouer des rivalités entre les grandes puissances et des faiblesses des principautés voisines pour développer leur État et en faire un acteur incontournable de la vie politique du Levant de la fin de l'âge du bronze récent, juste avant sa destruction, à la suite des assauts des Peuples de la mer durant la première moitié du XIIe siècle av. J.-C.

## Abdi-Ashirta
Les artisans de l'émergence du royaume d'Amurru sont Abdi-Ashirta et son fils Aziru. Ils sont connus par leur présence dans plusieurs des lettres d'Amarna, comprenant la correspondance des pharaons égyptiens Amenhotep III et Amenhotep IV/Akhénaton avec leurs vassaux syriens. Abdi-Ashirta est probablement à l'origine un chef tribal qui regroupe autour de lui un groupe d'hommes assez important pour se faire reconnaître comme un grand personnage, vassal du roi d'Égypte, tout en tentant de s'étendre aux dépens de ses voisins qui sont eux aussi des serviteurs de l'Égypte. Il semble qu'une partie des troupes d'Abdi-Ashirta soient des Habiru, groupe de populations déclassées, vivant aux marges des cités prospères de la côte levantine, et constituant un vivier capable de déstabiliser celles-ci. Les Habiru sont couramment mentionnés comme des brigands vivant de maraudages dans les zones agricoles et urbaines, et capables de se réfugier dans des espaces peu habités où ils échappent au contrôle des États. Abdi-Ashirta réussit à étendre sa puissance en prenant plusieurs villes vers le sud, menaçant le roi de Byblos, Rib-Hadda, qui alerte le roi d'Égypte à plusieurs reprises, mais sans que celui-ci n'en prenne ombrage. L'Égypte est cependant tentée d'intervenir quand il s'empare de Sumur (l'actuel site de Tell Kazel (en) ?), où réside habituellement un gouverneur égyptien, absent au moment des faits. Les lettres envoyés par Abdi-Ashirta proclament qu'il n'est dans cette ville que pour la « garder » pour le compte de son suzerain. On le laisse faire, et Sumur devient sa résidence. À partir de ce moment, les raids des Habirus contre les villages de Byblos se font plus pressants, et les nombreuses missives que Rib-Hadda envoie en Égypte ne changent pas la situation, le Pharaon ne voyant sans doute pas l'intérêt d'intervenir dans ces querelles qui ne menacent pas sa domination sur la région. Byblos finit par perdre la plupart des territoires l'entourant, et les cités voisines de Tyr, Sidon et Beyrouth sont à leur tour menacées. Rib-Hadda survit à des tentatives d'assassinat probablement initiées par Abdi-Ashirta qui dispose de plus en plus de partisans chez ses voisins. C'est à ce moment que les troupes égyptiennes interviennent enfin, la situation menaçant de déstabiliser toutes les possessions septentrionales : les troupes d'Abdi-Ashirta sont vaincues, Sumur est reprise et redevient le lieu d'une garnison égyptienne. Le chef de l'Amurru meurt peu après, dans des circonstances indéterminées (tué par les Égyptiens ou bien par d'anciens partisans l'ayant trahi ?).

## Aziru

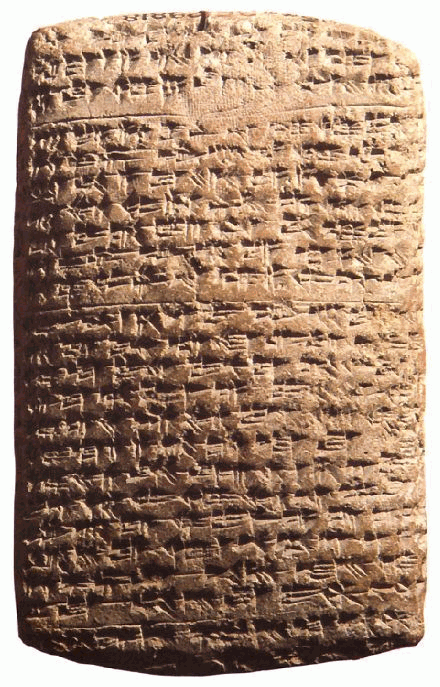
Lettre d'Aziru d'Amurru retrouvée parmi les lettres d'Amarna (EA 161).

La relève est prise par les « fils d'Abdi-Ashirta » qui dominent encore l'Amurru et reprennent la politique d'expansion de leur père. Parmi eux, Aziru est le plus actif et finit par prendre la direction du pays. Ses troupes reprennent les raids et les menaces contre Byblos, et Rib-Hadda en alerte de nouveau le Pharaon. Sumur est à son tour menacée et finit par tomber, et le gouverneur égyptien avec elle. Mais la situation géopolitique de la Syrie change au même moment, du fait de l'expansion hittite, menée par Suppiluliuma Ier, qui défait le Mitanni, l'allié des Égyptiens et le maître de la Syrie du nord. Un vassal aussi perturbateur qu'Aziru à la frontière avec ce nouvel ennemi est sans doute un motif d'inquiétudes pour Akhénaton, qui l'appelle à sa cour. Les raisons de ce voyage et les tractations qui se sont ensuivies nous échappent. Aziru est finalement laissé libre de repartir dans son pays, sans doute à cause de l'affirmation de la menace hittite. Il restaure Sumur et reprend ses vieux objectifs, cherchant à échapper aux visites d'inspection de représentants du roi égyptien. Il commence sans doute à ce moment à se rapprocher du roi hittite et de ses vassaux proches, Ugarit et Qadesh. C'est vers cette période qu'il faut situer la chute de Byblos, d'où Rib-Hadda est chassé par son propre frère qui livre la cité à Aziru, suivant un procédé que le père de ce dernier avait expérimenté à plusieurs reprises. Rid-Hadda se réfugie à Beyrouth, puis à Sidon, avant de chercher à se réconcilier avec Aziru. La suite n'est pas bien déterminée : on a longtemps estimé que le roi de Byblos a été assassiné à Sidon, à l'instigation de son vieil ennemi, mais il se pourrait que ce dernier ait accepté sa soumission ... ce qui constitue dans les deux cas un affront pour Akhenaton, dont Rib-Hadda était le vassal. Le pharaon ordonne à Aziru de venir rendre des comptes en Égypte, mais celui-ci choisit alors de changer de camp et devient vassal du roi hittite Suppiluliuma, avec lequel il passe un traité qui nous est parvenu. Il reste fidèle à son nouveau maître jusqu'à sa mort, son fils Duppi-Teshub lui succédant alors.

## L'institutionnalisation du royaume: Benteshina et Shaushgamuwa
La situation de l'Amurru reste celle d'un pays frontalier, situé cette fois-ci face à la sphère d'influence de son ancien suzerain, qui ne perd jamais l'ambition de le reprendre. Il s'est néanmoins structuré et est devenu un véritable royaume, au même titre que ses voisins établis depuis longtemps, gouverné par la dynastie des descendants d'Abdi-Ashirta et d'Aziru. Ses rois n'apparaissent plus comme des chefs de troupes de Habiru. Les conflits entre les Hittites et les Égyptiens seront continuels pendant un bon siècle après le règne de Suppiluliuma. Au début du XIIIe siècle av. J.-C., le roi Benteshina d'Amurru change à son tour d'alliance, sous la pression des campagnes des rois égyptiens Séti Ier et Ramsès II. Il engage ses troupes aux côtés de Ramsès II durant la fameuse bataille de Qadesh (dont un des enjeux majeurs semble être la domination de l'Amurru), qui l'oppose au hittite Muwatalli, mais le repli de son suzerain le laisse à la merci d'une réaction hittite. Il est déposé et remplacé par un certain Sapili, et se réfugie dans l'entourage du frère du roi hittite, Hattusili, qui va finir par monter sur le trône hittite. Cela permet à Benteshina de retrouver son trône, avec à la clé un mariage avec la fille du roi hittite, la princesse Gassuliyawiya. Une des filles née de leur union sera mariée au roi Ammistamru II d'Ugarit. 
Sous le règne du fils de Benteshina, Shaushgamuwa, cette union se termine en divorce pour une « faute » indéterminée (mais jamais contestée) qu'aurait fait la reine d'Ugarit, et la répudiation de cette dernière, avant qu'elle ne soit renvoyée à Ugarit contre compensation financière à la suite de l'intervention du roi hittite Tudhaliya IV, sans doute pour y être mise à mort. Shaushgamuwa a lui-même épousé une fille de Tudhaliya IV, confirmant les liens unissant son pays à son suzerain. L'Amurru est manifestement un royaume important pour les Hittites, disposant sans doute d'une force armée appréciable. C'est de cette période que doivent dater plusieurs bâtiments dégagés à Tell Kazel, notamment les deux derniers niveaux d'un temple, un bâtiment officiel (palais ?) et plusieurs espaces résidentiels.

## Les dernières attestations
Les textes d'Ugarit indiquent que deux rois ont succédé à Shaushgamuwa vers la fin du XIIIe siècle av. J.-C. et le début du XIIe siècle av. J.-C. : Abushgama (qui donne une de ses filles en épouse au roi Ammurapi d'Ugarit) et Ma'haz. Les deux royaumes doivent alors agir de concert pour approvisionner en grain leur suzerain hittite, qui en manque, et surtout pour surveiller les raids des Peuples de la mer, qui apparaissent alors. Si on suit l'inscription de Medinet Habou commémorant la victoire de Ramsès III contre ces derniers vers 1180, l'Amurru tombe sous les assauts de ces groupes, alors que le royaume hittite et sa sphère d'influence s'effondrent. Les Peuples de la mer se seraient réunis en Amurru, l'auraient ravagé et s'en seraient servi comme base de départ pour leur offensive contre l'Égypte. Le site de Tell Kazel est détruit dans un incendie à cette période. Néanmoins, un Zakar-Baal roi d'Amurru est connu par une inscription, qui semble dater du XIe siècle av. J.-C., sans doute une tentative de faire revivre le royaume. C'est la dernière trace de l'existence de ce dernier, qui disparaît durant les grands changements touchant le Levant au début de l'âge du fer.